# ناحیه کاپوشوار
ناحیهٔ کاپوشوار (به مجاری:  Kaposvári járás) یک ناحیه در مجارستان است که در شومودی واقع شده‌است. ناحیهٔ کاپوشوار ۱٬۵۹۱٫۳۶ کیلومتر مربع مساحت و ۱۱۷٫۴۹۲ نفر جمعیت دارد.